# Vasikkasalo
Vasikkasalo eller Uotilansaari är en ö i Finland. Den ligger i sjön Päijänne och i kommunen Kuhmois i landskapet Mellersta Finland, i den södra delen av landet, 150 km norr om huvudstaden Helsingfors. Öns area är 2,43 kvadratkilometer och dess största längd är 3,7 kilometer i sydöst-nordvästlig riktning.